# Isha Upanishad

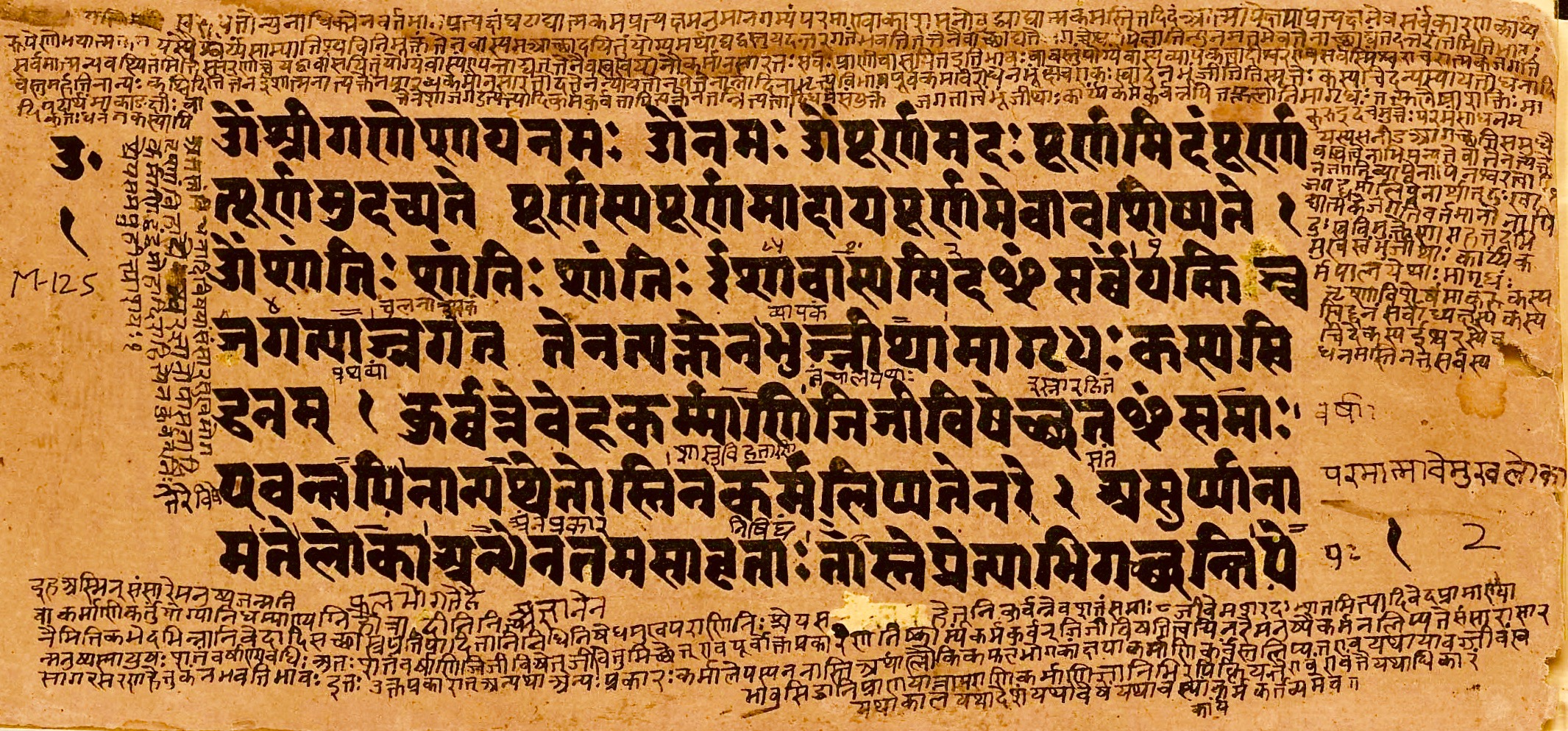
Manuscrit en langue sanscrite (écriture devanagari) de l'Isha Upanishad, versets 1 à 3.

Isha Upanishad (IAST: Īśa Upaniṣad) (Upaniṣad du Seigneur) est l'une des plus courtes des Upaniṣad majeures ou principales, composée de 18 versets au total. Celle-ci est considérée comme faisant partie de la Śruti par diverses traditions au sein de l'hindouisme. Ce texte court associé au Shukla Yajur-Veda (blanc) aborde certains aspects relatifs à la philosophie, la religion, le rituel et la métaphysique.

## Īśa Upaniṣad et son importance
Son importance provient de la description de la nature de l'être suprême (Īshvara). Isha Upanishad présente un monisme ou une perspective non dualiste de l'univers en montrant que « ce qui est » est la seule réalité ou la réalité ultime.